# Cold Farmer
Cold Farmer is het eerste strijkkwartet van Thomas Larcher. De titel verwijst deels naar een denkbeeldige funk/jazzband Cold Farmers. Het strijkkwartet maakt deel uit van de eerste levensfase als componist van Larcher. Het is geschreven op verzoek van het Artis Kwartet uit Wenen ter ere van de 65e verjaardag van Hans Haumer. De stijl van de componist is sinds 1990 zodanig gewijzigd, dat hij geen verdere informatie over het werk kon geven toen het in juli 2006 werd opgenomen. Ter vergelijking met bijvoorbeeld zijn tweede strijkkwartet IXXU, klinkt Cold Farmer als een meer klassiek strijkkwartet, maar dan wel horend binnen de klassieke muziek van de 20e eeuw. Het strijkkwartet is in vier dagen op papier gezet.
Het bestaat uit vier delen:
- mit Groove (verwijzend naar de funk/jazzband)
- Ruhige Halbe
- sehr schnell
- ganz langsam

## Discografie
- Uitgave ECM Records: Rosamunde Kwartet in Grünwald, Everding Saal in juli 2005.